# Allan Clarke
Allan Clarke (* jako Harold Allan Clarke; 5. dubna 1942 Salford, Lancashire, Anglie) je britský zpěvák, kytarista a hráč na foukací harmoniku. V roce 1962 byl jedním ze zakládajících členů skupiny The Hollies. Skupinu opustil v roce 1971, ale od roku 1973 až do roku 1999 byl znovu jejím členem. V roce 1999 ukončil hudební kariéru.